# Motorhuv

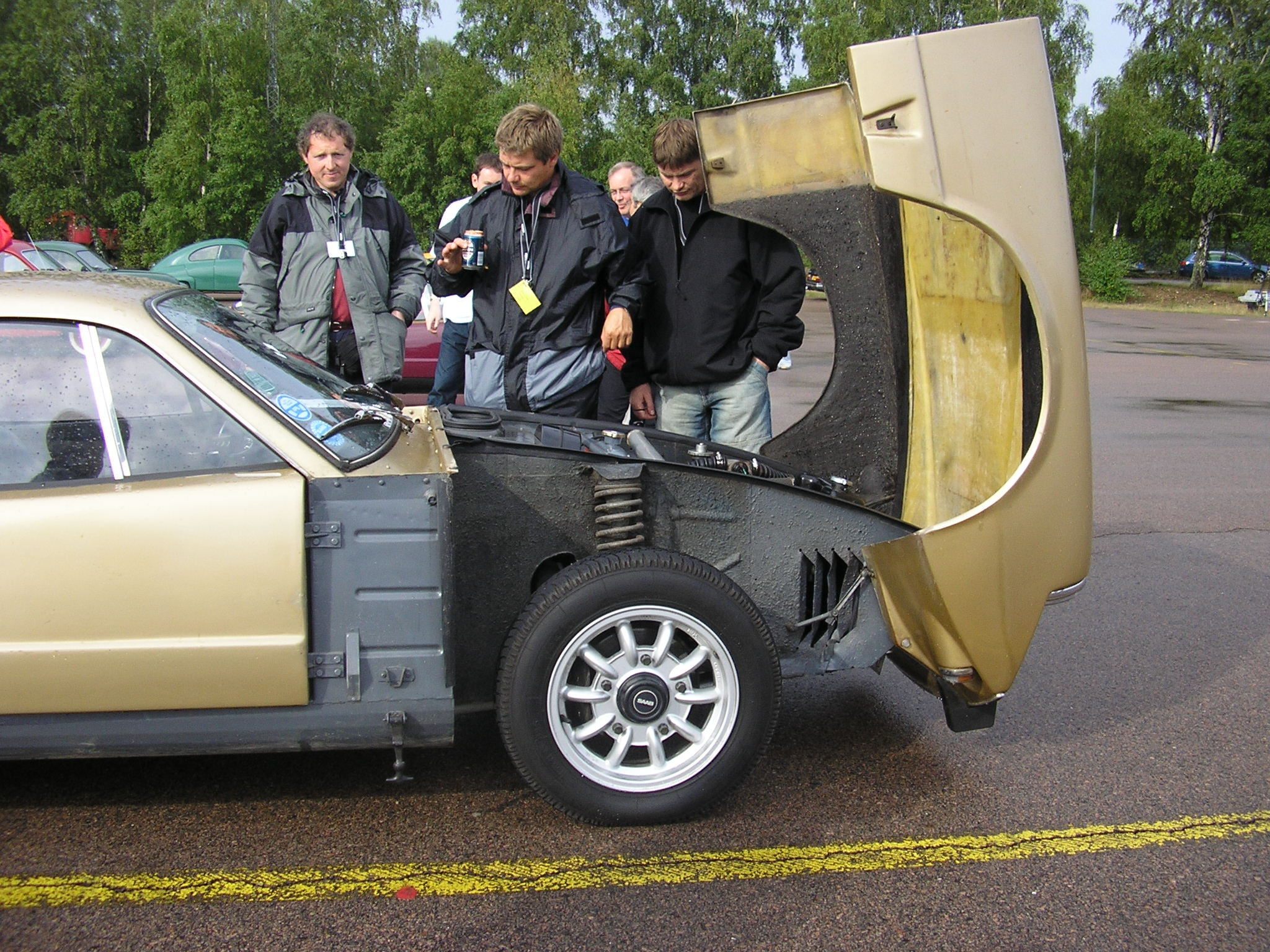
Flipfront på en SAAB Sonett mk2 V4.

Motorhuv, öppningsbart hölje för ett fordons motor. En specialvariant är så kallad flipfront där hela främre delen av karossen, inklusive framskärmar fälls upp, finns bland annat på Jaguar E-type.
På nyare bilar kan motorhuven bara öppnas från fordonets insida, alternativt med bilnyckeln.